# Via Egnatia
Via Egnatia (grško: Ἐγνατία Ὁδός, Ἐgnatía Ὁdós, slovensko: Ignacijeva cesta), rimska magistralna cesta, zgrajena v 2. stoletju pr. n. št.. Povezovala je rimske province Ilirik, Makedonijo in Trakijo s Konstantinoplom oziroma Jadransko morje z vzhodnim Egejskim morjem. Začela se je v Draču v sedanji Albaniji in potekala preko sedanje Albanije, Makedonije, Grčije in Turčije. Graditi so jo začeli leta 146 pr. n. št. na ukaz rimskega prokonzula v Makedoniji Gneja Egnacija, po katerem je dobila ime.  Cesta je bila kljub zelo težavni trasi zgrajena v 44 letih in postala ena od 28 magistralnih rimskih cest. Dolga je bila 746 rimskih milj (1.120 km), široka okoli 6 m in tlakovana  z nepravilno oblikovanimi kamnitimi ploščami ali prekrita s trdim slojem peska.

## Gradnja
Glavna vira podatkov o gradnji ceste sta Strabonova Geographica in številni miljniki, ki so označevali 535 milj dolg odsek ceste do meje med Makedonijo in Trakijo na reki Hebrus (Marica). Dvojezični napisi na miljnikih  dokazujejo, da je njeno gradnjo naročil  makedonski prokonzul Gnej Egnacij, natančen datum pa ni povsem zanesljiv. Možno je, da je bila zgrajena na trasi starejše vojaške ceste iz Ilirije v Bizanc, ki jo opisujeta Polibij in Cicero, in so jo Rimljani samo nadgradili in/ali dodelali.
Via Egnatia je bila zgrajena predvsem zato, da bi povezala verigo rimskih kolonij, ki so bile raztresene od Jadranskega morja do Bosporja. Cesta se je navezovala tudi na Vio Appio med Rimom in Brindisijem, ki stoji skoraj točno nasproti Drača na zahodni obali Jadranskega morja. Rimske kolonije na Balkanu so tako dobile skoraj neposredno povezavo z Rimom. Via Egnatia je bila tudi pomembna povezava z rimskimi kolonijami dlje proti vzhodu. Cesar Avgust je kasneje zgradil še eno cesto iz Ilirije proti vzhodu,  ki je potekala bolj severno, do takrat pa je bila Via Egnatia glavna povezava Rima z vzhodnim Sredozemljem. Cesto so večkrat popravili in razširili, vmes pa so bila tudi obdobja zanemarjanja zaradi rimskih državljanskih vojn.
Ohranjeni miljniki pričajo, da je cesar Trajan pred svojim vojnim pohodom proti Partom leta 113 cesto temeljito popravil. V 5. stoletju se zaradi nemirov v regiji  kljub temu skorajda ni več uporabljala. Zgodovinar iz 5. stoletja omenja, da je bil zahodni del ceste v tako slabem stanju, da so se potniki komaj prebijali po njej.

## Kasnejša raba ceste
Vio Egnatio so zaradi njenega strateškega pomena kasneje obnovili Bizantinci. Obnovitvena dela cesarja Justinijana I. v 6. stoletju je opisal Prokopij. V deževnem vremenu je bila cesta zaradi razpadlega vozišča kljub temu težko prehodna. Po njej je potekalo skoraj vse trgovanje Bizantinskega cesarstva z zahodno Evropo. Uporabljali so jo tudi križarji iz zahodne Evrope, ki so v prvih križarskih vojnah potovali na vzhod. Po četrti križarski vojni je bila ključnega pomena za preživetje Latinskega cesarstva in njegovih naslednic Nikejskega cesarstva in Epirskega despotata. 
Vzporedno z nekdanjo Vio Egnatio  poteka sodobna avtocesta med Solunom in turško mejo na reki Evros, ki se v spomin na svojo antično prednico imenuje Ἐgnatía Ὁdós.

## Pomembna mesta ob Vii Egnatii
Mesta so našteta od zahoda proti vzhodu.
| Antično ime                       | Sodobno ime                                         | Sodobna država     |
| --------------------------------- | --------------------------------------------------- | ------------------ |
| Dyrrachium, kasneje Epidamnos     | Durrës                                              | Albanija           |
| Claudiana                         | Peqin                                               | Albanija           |
| Apollonia                         | pri vasi Pojani, 7 km zahodno od Fiera              | Albanija           |
| Masio Scampa                      | Elbasan                                             | Albanija           |
| Lychnidos                         | Ohrid                                               | Severna Makedonija |
| Heraclea Lyncestis                | Bitola                                              | Severna Makedonija |
| Florina                           | Florina                                             | Grčija             |
| Edessa                            | Edessa                                              | Grčija             |
| Pella                             | Pella                                               | Grčija             |
| Thessaloniki                      | Solun                                               | Grčija             |
| Pydna                             | lahko bi bila vas Kitros, 6 km jugozahodno od Pydne | Grčija             |
| Amphipolis                        | Amfipoli                                            | Grčija             |
| Philippi                          | 14 km severozahodno od Kavale                       | Grčija             |
| Neapolis                          | Kavala                                              | Grčija             |
| Traianoupolis                     | Traianoupoli                                        | Grčija             |
| Kypsela                           | İpsala                                              | Turčija            |
| Aenus, Trakija                    | Enez                                                | Turčija            |
| Aproi, tudi Apros, Apris, Aprī... | Vas Kermeyan                                        | Turčija            |
| Perinthus, kasneje Heraclea       | vas Marmaraereğlisi                                 | Turčija            |
| Adrianople                        | Edirne, ni bil ob glavni Vii Egnatii                | Turčija            |
| Caenophrurium                     | Çorlu (?)                                           | Turčija            |
| Selymbria                         | Silivri                                             | Turčija            |
| Melantias                         |                                                     | Turčija            |
| Rhegion                           | Küçükçekmece, 15 km zahodno od Istanbula            | Turčija            |
| Byzantium, kasneje Konstantinopel | Istanbul                                            | Turčija            |